# 아래창자간막동맥
인체 해부학에서 아래창자간막동맥(inferior mesenteric artery, IMA) 또는 하장간막동맥(下腸間膜動脈)은 배대동맥에서 세 번째로 갈라져 나오는 주요 가지이며 L3 높이에서 시작된다. 내림잘록창자, 구불잘록창자, 곧창자 일부 등 큰창자의 일부에 혈액을 공급한다.

## 구조
아래창자간막동맥이 혈액을 공급하는 구역은 위창자간막동맥의 가지인 중간잘록창자동맥과 일부 겹친다. 위창자간막동맥과 아래창자간막동맥은 모서리동맥을 통해 문합을 이룬다. 또한 중간잘록창자동맥과 왼잘록창자동맥은 리올란동맥활을 통해 연결된다. 아래창자간막동맥이 분포하는 영역은 발생기 뒤창자와 다소 유사하다.
아래창자간막동맥은 콩팥동맥이 갈라져 나가는 지점 아래쪽의 배대동맥 앞면에서 시작된다. 이 시작 지점은 보통 L4 높이에서 배대동맥이 양쪽 온엉덩동맥으로 나누어지며 끝나는 대동맥갈림보다 3 ~ 4cm 위쪽에 위치한다.

### 가지
| 가지             | 비고                        |
| 왼잘록창자동맥   | 내림잘록창자에 혈액을 공급  |
| 구불잘록창자동맥 | 구불잘록창자에 혈액을 공급  |
| 위곧창자동맥     | 아래창자간막동맥의 종말가지 |

상술한 모든 동맥 가지들은 더욱 나누어져 규칙적인 간격을 두고 잘록창자에 혈액을 공급하는 동맥활을 형성한다.

### 정맥과의 관계
아래창자간막동맥은 같은 이름을 가진 정맥인 아래창자간막정맥을 동반한다. 아래창자간막정맥은 지라정맥으로 합류한다. 따라서 최종적으로 아래창자간막정맥은 간문맥으로 들어가며, 아래창자간막동맥과 그 주행 경로가 완전히 겹치지는 않는다.

## 임상적 중요성
왼쪽 잘록창자반절제술을 시행할 때는 아래창자간막동맥과 그 가지들을 절제해야 한다.
콩팥의 흔한 (500명당 1명 꼴로 발생) 기형인 말굽콩팥에서는 아래창자간막동맥의 아래에 콩팥이 위치하는 경우가 가장 흔하다.

## 추가 이미지

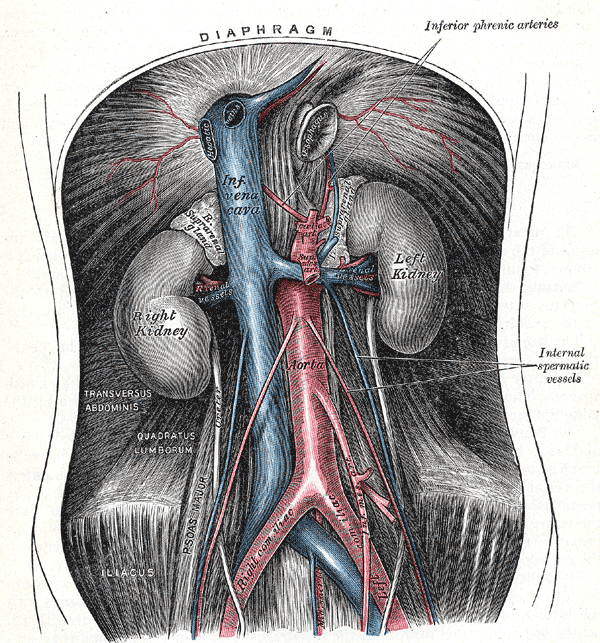
배대동맥과 그 가지들
아래창자간막동맥과 그 가지들
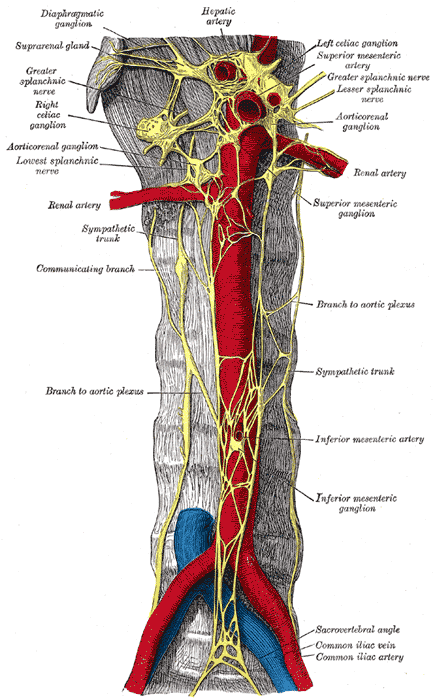
교감신경줄기의 배 부분. 복강신경얼기와 아랫배신경얼기도 함께 그려져 있다.
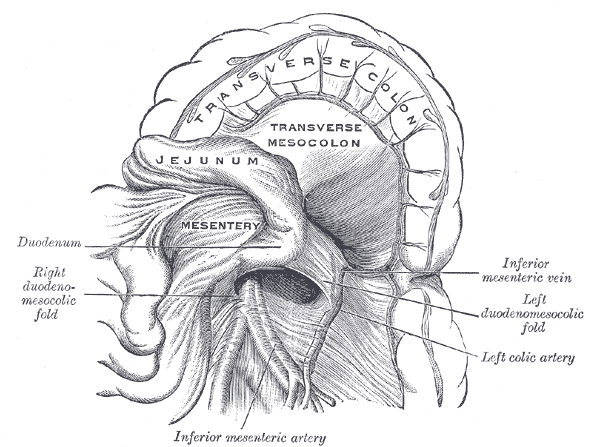
샘빈창자오목
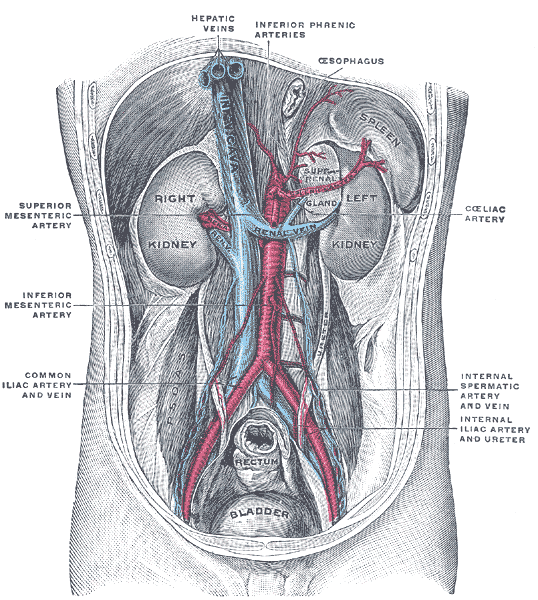
배막을 들어내고 콩팥, 부신, 큰 혈관들을 보이게 한 뒤배벽
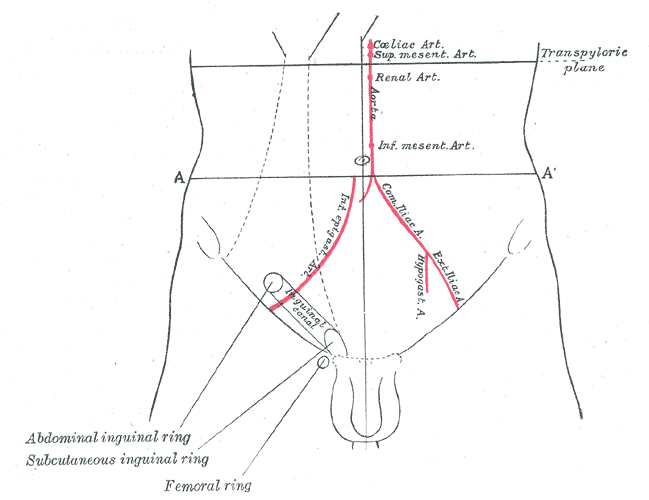
동맥과 샅굴의 위치를 표면에 표시한 배의 앞쪽
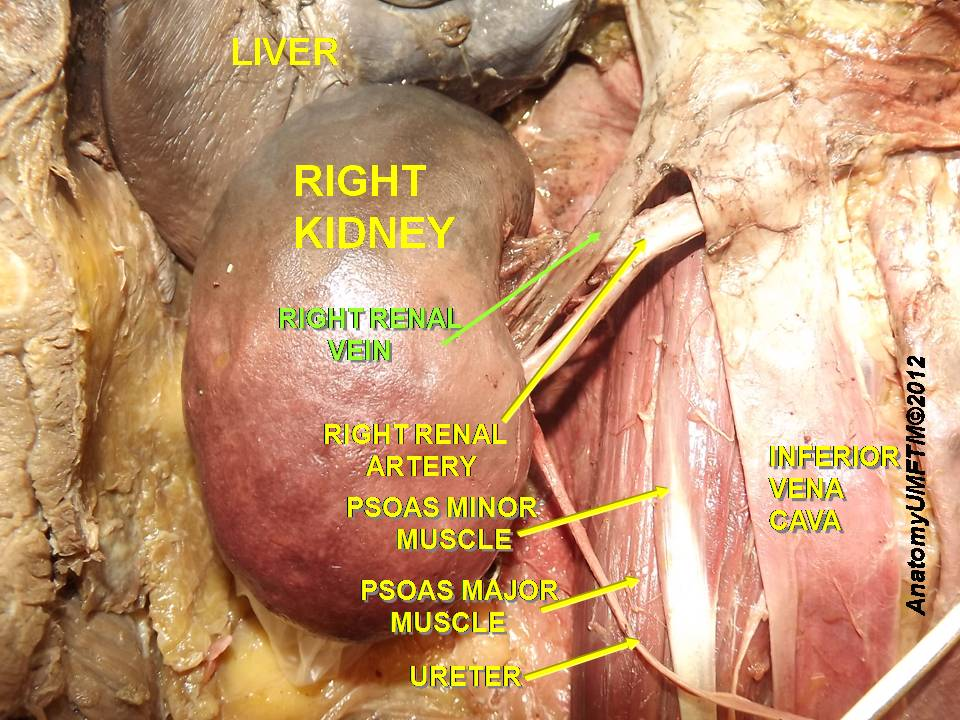
아래창자간막동맥
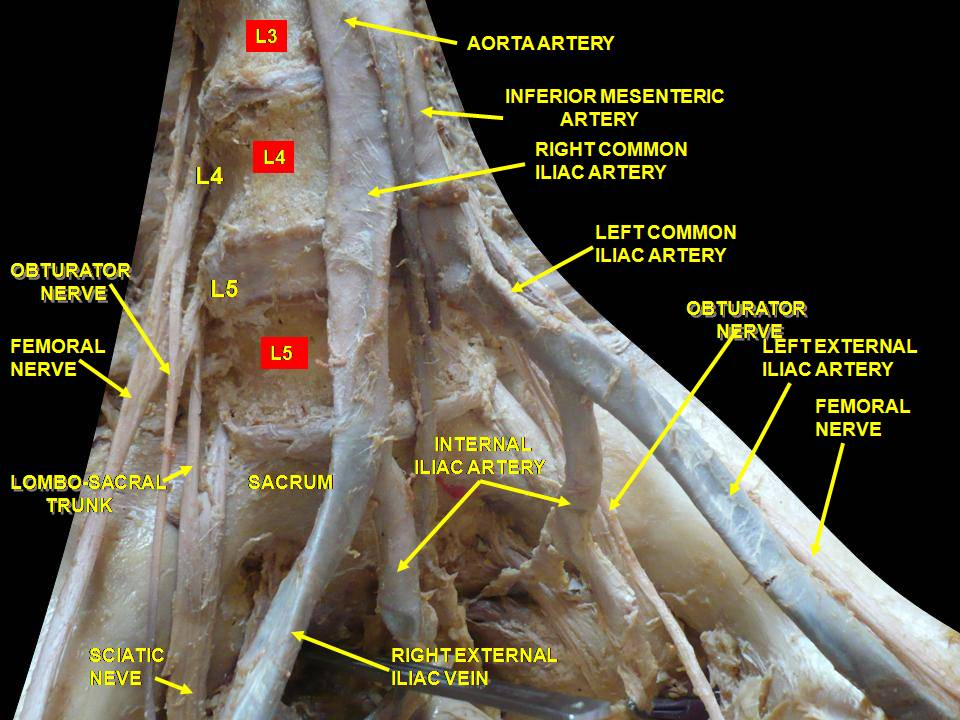
허리신경얼기와 엉치신경얼기. 앞에서 본 깊은 해부의 사진.
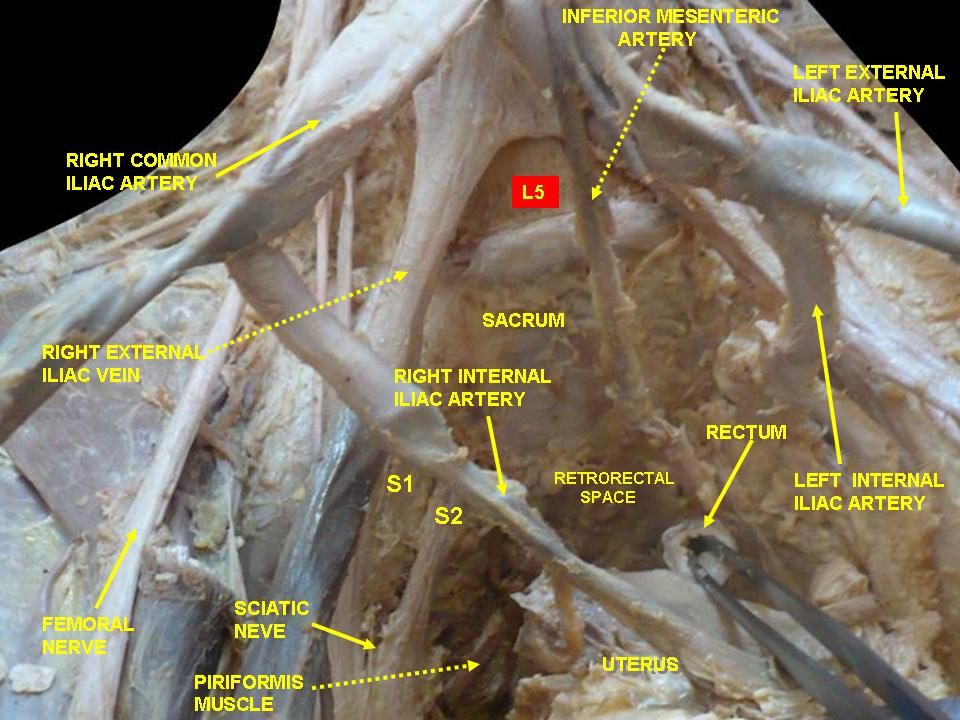
허리신경얼기와 엉치신경얼기. 앞에서 본 깊은 해부의 사진.
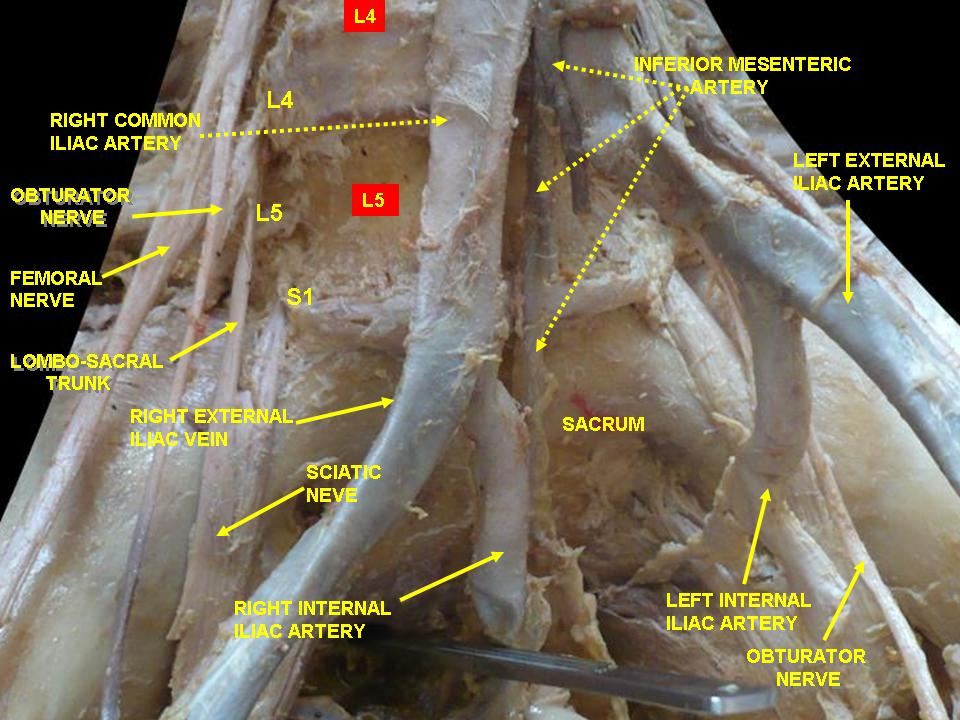
허리신경얼기와 엉치신경얼기. 앞에서 본 깊은 해부의 사진.